# 늠신
늠신(廪辛)은 갑골문에 따르면 상나라의 26대 군주이며, 성은 자(子)이고 이름은 선(先)이다. 전임 국왕 조갑의 아들이다. 
사기에는 6년간 재위에 있었다고 기록 되었다. 경인(庚寅)년에 즉위하였고 수도는 은(殷)이었다. 
졸후에 동생인 경정이 왕위를 이었다. 